# Ліза Деніелс
Ліза Деніелс (ісп. Lisa Daniels, (2 вересня 1977 , Богота )) — колумбійська еротична модель та колишня порноакторка.

## Біографія
Народилася 2 вересня 1977 року в Боготі, Колумбія. Коли Лізі було два роки, її батьки емігрували в Каліфорнію.
У 18 років почала працювати фотомоделлю. В порноіндустрію потрапила в 2005 році, у близько 28 років. Знімалася для таких порностудій, як Third Degree Films, Baby Doll, FM Concepts, Girlfriends Films, K-Beech Video, Wicked Pictures, Vivid Entertainment та інших. Основні жанри — лесбійська порнографія і соло.
Пішла з порноіндустрії в 2016 році, знявшись в 128 порнофільмах.
Персонажка мультсеріалу «Південний парк» в епізоді Major Boobage була змодельована за фізичними характеристиками Лізи Деніелс за допомогою технології фотоперекладки.

## Нагороди
- 2017 — включена в зал слави Urban X Award

## Вибрана фільмографія
- Breast Seller 5
- Lusty Busty Pussy Patrol
- Rack Em